# Thốc Phát Tư Phục Kiện
Thốc Phát Tư Phục Kiện (giản thể: 秃发思复鞬; phồn thể: 禿髮思復鞬) là một thủ lĩnh Thốc Phát Tiên Ti vào thời Ngũ Hồ thập lục quốc.
Tư Phục Kiện là nhi tử của Thôi Cân, phụ thân cũng là thủ lĩnh tiền nhiệm của ông. Năm 365, Thôi Cân qua đời, Tư Phục Kiện kế thừa chức vị của Thôi Cân.
Trong thời gian Tư Phục Kiện tại vị, bộ chúng của Thốc Phát Tiên Ti trở nên hưng vượng, chiếm khu vực Lương châu (ước đoán tương được với nam bộ Cam Túc ngày nay).
Sau khi Tư Phục Kiện qua đời, nhi tử là Ô Cô kế vị làm thủ lĩnh, về sau lập ra nước Nam Lương.

## Nhi tử
- Thốc Phát Ô Cô (禿髮烏孤), Nam Lương Vũ Vương,
- Thốc Phát Lợi Lộc Cô (禿髮利鹿孤), Nam Lương Khang Vương.
- Thốc Phát Nục Đàn (禿髮傉檀), Nam Lương Cảnh Vương.
- Thốc Phát Thổ Lôi (禿髮吐雷)
- Thốc Phát Câu Diên (禿髮俱延), Trương Tùng hầu
- Thốc Phát Văn Chi (禿髮文支), Hưng Thành hầu, sau làm quan Bắc Lương
- Thốc Phát Văn Chân (禿髮文真)